# Потапов, Владимир Иванович (железнодорожник)
Влади́мир Ива́нович Пота́пов (1886—?) — Председатель Президиума Петрозаводского городского Совета рабочих, крестьянских и красноармейских депутатов (1929—1930).

## Биография
Русский, окончил начальную школу.
Член РКП(б) с 1924 года.
В 1924—1929 годах — рабочий, машинист локомотивного депо станции Петрозаводск, член Президиума ЦИК Автономной Карельской ССР.
В 1929—1930 годах — Председатель Президиума Петрозаводского городского Совета рабочих, крестьянских и красноармейских депутатов.
Избирался делегатом XIV Всероссийского и V Всесоюзного съездов Советов, кандидатом в члены ЦИК Автономной Карельской ССР V созыва, членом ЦИК Автономной Карельской ССР VI—VIII созывов.